# Toronto Granites
Die Toronto Granites waren eine kanadische Amateur-Eishockeymannschaft aus Toronto in der Provinz Ontario.
In den Spielzeiten 1921/22 und 1922/23 gewannen die Granites mit den Spielern Harry Watson, Dunc Munro und Hooley Smith den Allan Cup, die kanadische Amateurmeisterschaft. Da sie aufgrund ihrer Erfolge als bestes Amateur-Eishockeymannschaft Kanadas galten, wurden sie als kanadisches Nationalteam für die Olympischen Winterspiele 1924 im französischen Chamonix ausgewählt. Nach Vorrundensiegen über die Tschechoslowakei (30:0), Schweden (22:0) und die Schweiz (33:0) besiegten die Kanadier in der Finalrunde auch Großbritannien (19:2) und die USA (6:1), wodurch die Mannschaft die Goldmedaille gewann.